# 南つかさ
南 つかさ（みなみ つかさ、1986年2月14日 - ）は、日本の元グラビアアイドル、元AV女優。プライムエージェンシー所属。

## 略歴
高校卒業後、事務所に所属し、本格的にグラビアアイドルの仕事をはじめ、2005年のファーストDVD「美エロ」から着エロ系グラビアアイドルへとシフト。
テレビ東京系列の深夜番組『サバドル!』でサバドルガールを務めた。
2005年11月発売の「溢れる」でヌードを披露、2006年1月1日、「現役アイドルAVデビュー!」でMOODYZの専属女優としてAVデビュー。同年1月17日、ファースト写真集、「南つかさ写真集 TSUKASA」発売。11月には蒼井そらなどが所属する事務所・プライムエージェンシーに移籍した。
2007年、ダスッ!と専属契約するも、同年7月に解消。
2008年10月、精力的にAV撮影を再開。2010年1月、ブログを更新停止（現在は閉鎖）。

## 人物
- 特技はフランス語、華道。趣味は、物づくり、音楽、パソコン、料理、裁縫。スポーツはテニス、スキーをやり、絵もたしなむ。
- 好きな男性のタイプは、エネルギッシュな人。
- 好きな音楽は、ロックとクラシック。好きなアーティストは、BUCK-TICK（2006年秋、ファンクラブに入会）とTHE YELLOW MONKEY、そしてTHE ALFEEの高見沢俊彦（THE ALFEEのファンではなく、高見沢個人のファン）。

## 出演作品

### イメージDVD
- 美エロ（2005年3月18日、イーネット・フロンティア）
- ちゃくえび（2005年6月22日、ビーエムドットスリー）
- 南つかさ Hollywood☆Accident（2005年8月26日、竹書房）
- 南つかさ 溢れる…（2005年11月18日、R-15）

### アダルトDVD

#### 2006年
- 現役アイドルAVデビュー!（1月1日、監督：宇佐美忠則、MOODYZ）
- めざせ No.1アイドル!（2月1日、監督：宇佐美忠則、MOODYZ）
- コスプレ7（3月1日、監督：伊基公袁、MOODYZ）
- ハイパーデジタルモザイクVol.24（4月13日、監督：秋秀人、MOODYZ）
- 巨乳ハミ出し水着（5月1日、監督：FLAGMAN、MOODYZ）
- SEX革命Vol.10（6月1日、監督：赤道直下、MOODYZ）
- 最高のオナニーのために（7月1日、監督：吉野文鳥、MOODYZ）
- ドリームアイドル8（8月1日、監督：黒澤あらら、MOODYZ）集団ブッカケ解禁、撮影日：2006年4月22 - 23日
- Sex On The Beach 13（9月1日、監督：TOSHIOU、 MOODYZ）撮影日：2006年5月8 - 11日、ロケ地：グアム
- 極 乱交（10月1日、監督：廣亜、MOODYZ）撮影日：2006年6月12 - 13日
- 拷問くらぶ（11月1日、監督：桜吹雪、MOODYZ）撮影日：2006年5月23 - 24日

#### 2007年
- Wキャスト（1月1日、監督：伊基公袁、MOODYZ）
- 悶絶アクメ無制限潮吹き（5月25日、ダスッ!）撮影日：2007年1月13 - 14日
- 巨乳美術女教師南つかさ20連発中出し!（6月25日、ダスッ!）撮影日：2007年2月26 - 27日
- 東京素人娘 5人のプライベートファイル（7月6日、竹書房）
- 巨乳ナース南つかさ20連発中出し！（7月25日、ダスッ!）撮影日：2007年4月18 - 19日
- 巨乳セレブ若妻中出しレイプ 南つかさ（8月25日、ダスッ!）撮影日：2007年5月21 - 22日
- ノーモザイクおまんこ9 （10月13日、カルマ）
- ロリボインMelon （10月20日、Golden Candy）撮影日：2007年7月20日
- こだわりの手コキ 4時間SP VI 30人のハンドメイド （11月10日、隼エージェンシー）
- フェラグランプリ2008（12月1日、隼エージェンシー）
- 女教師レイプ IV（12月8日、隼エージェンシー）
- 近親妻第 2章 禁断の関係に萌えあがる人妻たち（12月8日、隼エージェンシー）

#### 2008年
- 愛しのフェラチーオ8 6人のザーメン中毒（2月9日、隼エージェンシー）
- 制服レズビアン（7月13日、監督:井坂朋泰、MOODYZ）
- フェラグランプリ2008（8月9日、隼エージェンシー）
- 敬語責め ver.レズビアン（12月15日、監督:K*WEST、ワープエンタテインメント）

#### 2009年
- 今まで頑なに出演を拒否していた、超絶美人女子社員がついに脱いだデザイン部主任（1月8日、SODクリエイト）デザイン部主任 西川祐未として
- 禁断の社長室 （1月9日、アウダースジャパン）
- DOKIレズ 30 （1月9日、アウダースジャパン）
- 団地妻生中出し 14（1月9日、TMA）
- 放尿痴女（1月20日、監督:網走ゴロー、AVS）
- 拘束監禁ドリル地獄 09（2月3日、MAD）南として
- しつけてください 若妻・奴隷志願（2月5日、ドリームチケット）撮影日:2008年11月30日
- 乳首カフェ ビーチク敏感サラリーマン限定（2月5日、ワープエンタテインメント）
- 女流カメラマンとモデルの禁断な関係（2月6日、アウダースジャパン）
- DOKIレズ 31（2月6日、アウダースジャパン）
- 女子校生とヲジサンのベロベチョ接吻とにゅるぬる手コキ（2月15日、ワープエンタテインメント）
- 爆音バイブ付きスニーカーを履いて新宿ア○タ前に初めてのアクメお散歩にイクッ!! （2月19日、SODクリエイト）
- 若妻 高収入アルバイト（2月20日、レアル・ワークス）つかさ(仮)28歳として、
- 街で噂の競泳水着カフェ（2月20日、プレステージ）
- スパッツ MANIAX（3月6日、TMA）
- 働くオンナ狩り 【〜バスガイド編〜】(2)（3月12日、プレステージ）某観光会社バスガイド3人の中の一人として、撮影日：2008年12月23日
- 気づけばいつも、アナル舐め（3月15日、ワープエンタテインメント）
- アクメ自転車がイクッ アクメ第4形態 〜ロリータ美少女vs潮吹きお姉さんの巻〜（3月19日、SODクリエイト）
- 花の愛戦士　セーラーローズ&セーラーリリー（3月27日、監督：みのーる。、GIGA)
- 2回連続大量ザーメン激顔射2（4月1日、ヴィ）
- 人妻、一期一会 6（4月11日、プレステージ）つかささん22歳として。ゴックン解禁（本人ブログによる）、撮影日：2009年2月21日
- レズ痴女なオンナたちが温泉宿で見つけた美人母娘を宿の女将と愛娘を近親相姦レズまでさせちゃいました!!（4月18日、LADYxLADY）
- 巨乳生保レディーアクメ監禁レズ姉妹（4月19日、クロス）
- 義父の嫁虐り（5月15日、監督：煌大翔、STAR PARADISE）撮影日：2009年2月13日
- -極上BODY- 淫らなGAL達に犯されたい☆（5月19日、kira☆kira）
- ソープの殿堂3（5月21日、ディープス）撮影日：2009年3月6日
- 夫に内緒でヤラせる若妻 性態記録 千夏さんの場合（6月1日、EROS HEARTS）若奥様の千夏さん25歳として 撮影日：2009年2月14日
- パイパン乱交レズビアン（6月19日、アンナと花子）
- 禁断の肉体取引（7月3日、アウダースジャパン）
- DOKIレズ 36（7月3日、アウダースジャパン）
- 新橋の酔っ払いサラリーマンにノーブラノーパンで即尺してこい!!（7月9日、監督:クニオカ、ナチュラルハイ）
- 痙攣の館 拷問執行番号:04（8月1日、MAD）
- ザーメン中出し凌辱女医 南つかさ（8月1日、ワンズファクトリー）
- 競泳水着脚コキ イカせるまでイっちゃダメ!!（8月1日、ワンズファクトリー）
- おちんちんに触れずに射精させちゃう『超』スゴ技 絶対1度は体験したい至高の前立腺刺激（8月6日、SODクリエイト）監督:土屋幸嗣
- ウブな人妻企画　生まれて初めての風俗面接(2)（8月6日、アイエナジー）撮影日:5月後半～6月初頃、企画物で南つかさのクレジットは無し。監督：TAKE-D
- Boin「南つかさ＆芽衣奈」Box ボインレズビアン 南つかさ 芽衣奈（9月1日、ABC/妄想族）
- キモ男小便ぶっかけ浣腸凌辱（9月1日、ヴィ）浣腸解禁、監督：ばば★ザ★ばびぃ
- ズボ入れマジイキ バイブオナニー（9月1日、ワンズファクトリー）
- オフィスに「置きマ○コ」いかがですか?Vol.2 いつでもヌイてくれる「マ○コレディ」が仕事中の性処理をお手伝い！（9月5日、アイエナジー）監督：落合一行
- 近親○姦 VOL.26（9月17日、グローリークエスト）
- Lesbian Life 9（9月18日、U&K）撮影日:2009年8月1日または10日
- 快楽女の手帳2 南つかさ（9月18日、カオカコミュニケーション）監督:雪村春樹
- 若奥さまは犯されたい 7（9月18日、クリスタル映像）
- 究極の妄想発明シリーズ第16弾 女栽培キット（9月19日、ROCKET）撮影日:2009年7月20日、監督:ささきうずまき
- 女子校生のぬるぬるマン汁手コキ（10月9日、OFFICE K'S）
- クラッシュ 拘束椅子リターンズ（10月19日、ドグマ）撮影日:2009年8月13日、監督:TOHJIRO
- エロい女のピストンマ●コとイヤラシい腰使い 10 絶頂限界ディルドゥオナニー（10月23日、映天）
- 人妻をナンパして中出ししよう！15（10月23日、なでしこ）オムニバス作品
- 図書館で声も出せず糸引くほど愛液が溢れ出す敏感娘 2（11月5日、ナチュラルハイ）監督:イタカ・スミスリンパウダー、真咲（色白な図書館司書）として
- フェラコレ 熟女編 9 （11月15日、隼エージェンシー）オムニバス作品
- 無意識に溢れ出る欲情で狂いだす欲求不満女（11月19日、ナチュラルハイ）監督:イタカ・スミスリンパウダー、企画物で南つかさのクレジットは無し、二人中一人目として
- 「『こんなチ○ポですいません』入院中の無洗包茎チ○ポを看護師は優しく剥いて即尺してくれるか？」 VOL.2（11月19日、DANDY）
- がに股る女 （11月6日、OFFICE K'S)
- おっぱいバカ一代 ボインに痴女られた。（12月18日、映天）
- 現役グラビアアイドル AV出てみませんか!?（12月19日、人間考察）

#### 2010年
- キレイで大人のお姉さん限定! 過激でHなレズナンパ 6（1月1日、V）
- 舐め愛レズビアン VOL.3 （1月22日、映天）
- 早漏な貴方をお姉さんが優しくロングプレイを楽しませてあげる!!（1月22日、OFFICE K'S）
- クリトリス アクメ（2月19日、OFFICE K'S）
- こだわりの手コキ人妻編 VI (2月25日、隼エージェンシー)オムニバス作品
- 舞ワイフ ～セレブ倶楽部～ 06（6月24日）撮影日:2008年と思われる。黒木莉奈として
- ミス ソフト・オン・デマンド 社内美人コンテスト7（11月4日、SODクリエイト）西川祐未として。他出演：出演者：小峰ひなた／榊なち／橘ひなた／瀬名あゆむ／本多成実／あずみ恋
- 恋花火 02（11月18日、プレステージ）クレジットはつかささんとして。
- 満員電車で巨乳すぎて胸が密着してしまう女は痴漢されても拒めない2（11月18日、ナチュラルハイ）監督：クニオカ
- レズKissマーク 3（11月20日、レイディックス）
- 誘脚 3 その脚で絡めとる（12月3日、クリスタル映像）
- ディープレズビアン ～うぶ貝調教 2～（12月3日、クリスタル映像）
- 女体拷問研究所セカンド DEMON'S JUNCTION Vol.9 残酷なる狂乱快楽処刑台!ある女捜査官の悲惨なる痙攣（12月18日、Baby Entertainment）監督:Baba★Za★Babby
- 制服縞パンニーソックス 3（12月24日、TMA）オムニバス作品

#### 2011年
- 性感アナルレズエステ VOL.02（1月8日、虎堂）監督: 高円寺☆ゴロー、
- 中出しメイド狩り（2月11日、TMA）
- 恋愛を禁止されているアイドル女子高生たちは欲求不満。だからエステサロンで敏感なところをエステティシャンのお姉さんに刺激されたら、即発情レズモード!2（3月19日、Hunter）監督： AKIRA
- 禁断愛欲レズビアン（4月22日、オフィスケイズ）
- 人妻パートタイマーに生中出し 弱みにつけこんで 可愛い若妻（6月7日、桃太郎映像出版）監督：ブッダ☆佐藤
- 小汚いワンルーム住まいの僕だけど、掃除専門のお手伝いさんを雇ってエッチなグッズを見せつけたら女の子とヤラしいことができた。 芸能人？と誰もが勘違いするほど可愛くて、スタイル抜群な奇跡の激美人家政婦SP（8月6日、Hunter）監督：ボルボ中野
- 山の手不倫妻4（8月7日、桃太郎映像出版）監督：ブッダ☆佐藤

#### 再編集もの
- 元本物アイドルのセックス（再編集、2006年5月1日、MOODYZ）
- 巨乳ハミ出し水着BEST3時間（再編集、2006年8月1日、MOODYZ）
- ハイパーデジタルモザイク　4時間（再編集、2006年10月1日、MOODYZ）
- 騎乗位 4時間（再編集、2006年10月1日、MOODYZ）
- 潮吹き 4時間（再編集、2006年11月1日、MOODYZ）
- 挿入部ばかり集めました ハイパーデジタルモザイク4時間（再編集、2006年11月13日、MOODYZ）
- ナース 4時間（再編集、2006年12月1日、MOODYZ）
- 南つかさBEST4時間（2007年6月1日、MOODYZ）
- ハイパーデジタルモザイク潮吹きFUCK 4時間（2007年7月1日、MOODYZ）
- 野外青姦4時間（2007年7月13日、MOODYZ）
- 巨乳レイプ4時間（2007年8月1日、MOODYZ）
- 拷問くらぶ4時間 2（2007年9月1日、MOODYZ）
- 巨乳乱交4時間（2007年10月13日、MOODYZ）
- 100連発中出し！（2007年10月25日、ダスッ!）
- 超人気女優の絶頂SEX4時間（2008年1月1日、MOODYZ）
- SEX革命BEST4時間（2008年1月13日、MOODYZ）
- 強姦中出し4時間！（2008年1月25日、ダスッ!）
- ハイモザ パイズリ4時間 2（2008年2月1日、MOODYZ）
- コスプレBEST4時間（2008年2月1日、MOODYZ）
- 奇跡のぶっかけ名場面集!ザーメンまみれBEST4時間（2008年4月13日、MOODYZ）
- 激揺れ!!ぷるぷる美巨乳4時間（2008年4月13日、MOODYZ）
- 犯せ口マンコ!激烈イラマチオ4時間（2008年5月25日、ダスッ!）
- 総勢25人イキまくり!!絶頂FUCK4時間 連続絶頂SPECIAL（2008年6月1日、MOODYZ）
- イカセ地獄！悶絶アクメ4時間（2008年6月25日、ダスッ!）
- Sex On The Beach Best 2（2008年7月1日、MOODYZ）
- Wキャスト8時間（2008年8月13日、MOODYZ）
- ベストオブ女教師レイプ（2008年11月8日、MOODYZ）
- 精子大好き!SEXとゴックン4時間（2008年11月13日、MOODYZ）
- 濃密愛液レズビアンBEST4時間（2009年2月1日、MOODYZ）
- 人妻の履歴書 第6章 無理やり犯された12人の人妻たち（2009年2月15日、隼エージェンシー）
- レズ［シャワー&お風呂］SP（2009年6月19日、アウダースジャパン）
- 淫語の教科書特選20語録 （2009年8月1日、MOODYZ）
- レズ女社長SP（2009年8月21日、アウダースジャパン）
- 美巨乳・爆乳&パイズリ100人8時間 総勢100名以上（2009年9月13日、MOODYZ）
- kira☆kira BEST -狂乱交-やりまくりカーニバル4時間（2009年9月19日、kira☆kira）
- RADIX48 おしっこ祭り（2011年1月20日、レイデックス）

その他、上記のセル系ビデオをレンタル向け再編集し、タイトル変更した作品も多数。なお、Wキャスト撮影（2006年7月）以降、約半年間AV撮影を休むが2007年1月に再開（2007年5月発売）。

## 書籍

### 写真集
- 南つかさ写真集 TSUKASA（2006年1月17日、双葉社）ISBN 457529876X

### DVD付きMOOK
- DMM増刊　南つかさ（2006年7月22日、ジーオーティー）

## 出演

### バラエティ
- サバドル!（2005年、テレビ東京）2005年4月6日 -
- 水着少女（2005年、テレビ東京）2005年3月16日放送、2005年3月20日（最終回）

### テレビドラマ
- 特命係長 只野仁（3rdシーズン）第29話（2007年、テレビ朝日） ゲスト出演 エステサロン従業員 真美（ベッド・シャワーシーンあり）
- ドラマ24 エリートヤンキー三郎（2007年4月13日 - 6月29日、テレビ東京　金曜24時12分 - ）
- 水曜ミステリー9「北アルプス山岳救助隊・紫門一鬼9」（2007年7月18日、テレビ東京）
- 黒い太陽SP（2007年9月21日、テレビ朝日、23時15分 - ）
- ドラマ24 死化粧師 第2話 （2007年10月12日、テレビ東京）
- ドラマ24 秘書のカガミ 第6話 （2008年5月16日、テレビ東京）　霊感商法の女 山本めぐみ （ベッドシーンあり）